# Екотоксиканти
Екотоксика́нти — це шкідливі хімічні речовини, які забруднюють довкілля, а також отруюють живі організми, що мешкають там.

## Загальна характеристика
На початку 60-х років XX століття людство вперше стало усвідомлювати серйозність екологічних проблем, які встають перед ним, і крихкість самого існування життя на планеті Земля. Реальністю стали глобальне потепління клімату, виникнення  озонових дір над полюсами, убіквітарне (повсюдне) поширення токсикантів і забруднення води, повітря, ґрунтів, продуктів харчування шкідливими хімічними речовинами, вимирання багатьох видів рослин і тварин, зниження біорізноманітності внаслідок діяльності зростаючого народонаселення планети. Забруднення природного середовища газоподібними, рідкими і твердими речовинами та відходами виробництва, що викликає деградацію середовища проживання і завдає шкоди здоров'ю населення, залишається найбільш гострою екологічною проблемою, має пріоритетне соціальне і економічне значення.
Всі види забруднень, тобто привнесення до середовища або виникнення в ньому нових, не характерних для середовища агентів, можна розділити за джерелами або походженням на чотири великі багатокомпонентні групи: фізичні, хімічні, біологічні, інформаційні забруднення.
Фізичне забруднення включає в себе теплове, світлове і радіаційне забруднення, електромагнітні поля тощо.
Для біологічного забруднення характерне розмноження в довкіллі небажаних для людини організмів, як патогенних, так і умовно-патогенних при їх надмірному розмноженні, або поява в середовищі нових патогенних мікроорганізмів.
Інформаційне забруднення — потік дисгармонійної, хаотичної, руйнівної інформації, що впливає на людину і інших представників довкіллячерез зорові, слухові, сенсорні, тактильні та інші канали сприйняття.
Хімічне забруднення — один з найстаріших видів забруднення довкілля. За тривалістю і силою впливу хімічні забруднювачі можна поділити на разові (одномоментна подія або природний катаклізм, наприклад, викид ісландського вулкана), постійні або хронічні і наростаючі або катастрофічні забруднення.
В екологічному аспекті будь-які хімічні забруднення є чужорідним комплексом в екосистемі, і їх прийнято поділяти на чотири класи небезпеки: I — надзвичайно небезпечні (суперекотоксиканти), II — високо небезпечні (екотоксиканти), III — помірно небезпечні (екотоксиканти) і IV — малонебезпечні (ксенобіотики).
Хімічні забруднювачі поділяють на руйновані (речовини, які піддаються природній трансформації, руйнуванню та утилізації або переходять в нетоксичні сполуки) і стійкі (штучні класи синтезованих хімічних сполук, для яких відсутні природні шляхи утилізації).
Екотоксиканти — це екологічно небезпечні фактори хімічної природи, які здатні тривалий час зберігатися, мігрувати і накопичуватися в її біотичних і абіотичних компонентах. У концентраціях, що перевищують природний рівень, екотоксиканти завдають токсичну дію, як на довкілля, так і на здоров'я людини.
Сьогодні при вивченні екотоксикантів велика увага приділяється особливостям їх кінетики, метаболізму, біотрансформації, кумуляції і концентрації; руху по харчових ланцюжках; переносу і переходам з одного середовища до іншого; можливостям перетворень у вторинні забруднювачі; їх впливу на різні організми, що входять до екосистеми.
До екотоксикантів, що мають пріоритетне значення за ступенем небезпеки для довкілля і здоров'я людини, з неорганічних відносяться важкі метали, а з органічних — нафта і нафтопродукти, поліхлоровані і поліциклічні ароматичні вуглеводні. Особливу небезпеку для людини являють собою стійкі екотоксиканти діоксини, які призводять до розвитку діоксинової патології.

## Найбільш значимі джерела екотоксикантів
1. десятки мільярдів тонн твердих відходів виробництва і споживання, серед яких певну частку становлять екологічно небезпечні токсичні промислові відходи різних класів небезпеки:
- I клас — відходи гальванічних виробництв, ртуть, хлорорганіка, хром шестивалентний та ін.;
- II клас — кубові залишки, нафтопродукти, миш'як, сірчана кислота та ін.;
- III клас — нафтошлами, мідь, свинець, цинк та ін.

2. гірнича, вуглевидобувна та лісопереробна промисловість (тверді відходи, рудні терикони, хімічні засоби обробки деревини); 

3. нафтовидобувна промисловість (нафтошлами); 

4. вплив транспорту (забруднення токсичними речовинами відпрацьованих газів транспортних двигунів, викиди в атмосферу «нетрадиційних» речовин: канцерогенних (бензол, формальдегід, бензапірен, ацетальдегід та ін.) і викликають різні захворювання (толуол, ксилоли, 1,3-бутадієн, важкі метали та ін.), злив стічних вод від стаціонарних джерел, утворення твердих відходів); 

5. вплив повітряних суден (негативні ефекти на рівні озонового шару, забруднення атмосфери речовинами, що утворюються в процесі згоряння палива); 

6. об'єкти сільськогосподарського виробництва (бази засобів хімізації, злітно-посадкові смуги, склади мінеральних добрив, гноєсховища, тваринницькі комплекси і т. д., де спостерігається підвищений вміст нітратів та інших екотоксикантів, в тому числі заборонені і непридатні до використання пестициди); 

7. замохлення територій в околицях міст і населених пунктів, придорожніх ділянок, стоянок автотранспорту виробничими відходами, будівельним і побутовим сміттям; 

8. теплові електростанції, що працюють на твердому паливі (токсичні золошлаки); 

9. міські звалища, полігони для твердих побутових відходів (екотоксиканти, що утворюються при гнитті і спалюванні); 

10. накопичення відходів виробництва і споживання від підприємств залізничного транспорту; 

11. опади від водопровідних і каналізаційних станцій очистки вод; 

12. вплив ракетно-космічної техніки (в районах падіння частин ракет-носіїв, що відокремлюється, скупчується велика кількість токсичного гептилу, який забруднює ґрунт, поверхневі і ґрунтові води).
Вплив господарської діяльності на довкілля характеризується виробництвом великої кількості забруднюючих речовин, відходів та іншими факторами, які призводять до зміни природних ландшафтів, забруднення атмосфери і природних водних об'єктів. Безперервне збільшення промислового виробництва хімічних речовин та розширення їх асортименту, неминуче тягнуть за собою посилення спричиненої ними екологічного навантаження. Перевищення порогів надійності екологічних систем під дією екстремальних факторів антропогенного походження може бути причиною істотних змін умов існування і функціонування біогеоценозів.
Сьогодні, коли швидкість збільшення шкідливого впливу середовищних факторів і інтенсивність їх впливу вже виходить за межі біологічної пристосовності екосистем до змін середовища існування і створює пряму загрозу життю і здоров'ю населення, всебічне вивчення екотоксикантів і розробка заходів боротьби з їх розповсюдженням і ушкоджують дією є актуальною проблемою всесвітнього значення.

## Важкі метали— основні неорганічні екотоксиканти
До групи важких металів відносять, за винятком благородних і рідкісних, ті з металів, які мають щільність понад 8 тис.кг/м3. (Ртуть, свинець, мідь, цинк, нікель, кадмій, кобальт, сурму, вісмут, олово, ванадій, напівметал миш'як та ін.). Багато хто з них широко поширені в довкіллі і здатні викликати захворювання у людей.
Основний постачальник важких металів — підприємства кольорової металургії. Сильне забруднення свинцем та іншими важкими металами спостерігається навколо автострад. Частина техногенних викидів важких металів надходить в атмосферу у вигляді тонких аерозолів і переноситься на значні відстані, приводячи до глобального забруднення.
Механізми токсичної дії важких металів різні. Багато металів при певних концентраціях інгібують дію ферментів (мідь, ртуть). Деякі метали утворюють хелатоподібні комплекси зі звичайними метаболітами, порушуючи обмін речовин (залізо). Інші метали пошкоджують клітинні мембрани, змінюючи їх проникність і інші властивості. Деякі метали конкурують з необхідними організму елементами (стронцій-90 може заміщати в організмі Ca, цезій-137 — калій, кадмій може заміщати цинк).

## Основні органічні екотоксиканти

### Нітрити, нітрати і нітрозосполуки
Нітрати являють собою солі азотної кислоти (HNO3, нітрити ж є солями азотистої кислоти (HNO2). Нітрити легко окислюються до відповідних нітратів. Концентрація перших в середовищі зазвичай дуже низька (у воді, наприклад 1-10 мг/л), в той час як концентрація нітратів висока (50-100 мг/л). Серед нітратів найбільш відомі нітрати амонію, натрію, калію, кальцію, зазвичай звані селітрами. Всі селітри широко і давно використовуються як добрива.
Токсичні впливи нітратів/нітритів досить повно вивчені на різних видах тварин, включаючи гідробіонтів, і на людину. Смертельна доза нітратів для людей становить 8-15 г, а нітритів істотно нижче — 0,18 г для дітей і старих, і 2,5 г для дорослих.
Особливо слід сказати про нітрозаміни — речовин вельми простої хімічної структури, знайомі кожному хіміку. Нижчі нітрозаміни — діетил- і діметилнітрозамін (НДЕА і НДМА) вперше були синтезовані в другій половині XIX ст. Нітрозосполуки широко застосовуються в промисловості як компонент ракетного палива, антиоксидантів, є проміжними продуктами синтезу барвників, лікарських препаратів і т. д. Нітрозосполуки входять також до складу протикорозійним препаратів, застосовуються як пестициди і протипухлинні агенти.
Винятково важливою особливістю нітрозамінів є можливість їх утворення з хімічних попередників в об'єктах довкілля, в продуктах харчування і навіть в організмі. Ці агенти мають широкий спектр біологічних ефектів, однак головним і, очевидно, найбільш небезпечною їх властивістю, є здатність викликати пухлини. Встановлено, що із 332 різних нітрозосполук, вивчених до кінця XX ст., 290 (87%) виявилися здатними викликати пухлини в експерименті на тваринах. В цілому, навіть відносячи нітрозосполуки до групи 2А, експерти МАІР неодноразово підкреслювали, що найбільш поширені НДМА і НДЕА доцільно розглядати як практично канцерогенні для людини, тобто як фактори групи 1.
Нітрозосполуки мають також і трансплацентарну дію і при попаданні в організм вагітних самок викликають токсичний ефект на ембріони, що призводить до розвитку каліцтв і / або пухлин у потомства. Встановлено, що ембріон найбільш чутливий до летального впливу нітрозосполук в перші дні вагітності, канцерогенний — на стадії гістогенезу, і тератогенний — на стадії органогенезу. При екстраполяції цих спостережень на людину, дослідники прийшли до висновку, що найбільший ризик ембріотоксичної дії припадає на 1-й та 3-6-й тижні вагітності, тератогенної — на 2-8-му, а канцерогенної — на період пізніше 6 тижнів вагітності.

## Поліциклічні ароматичні вуглеводні
Відома величезна кількість поліциклічних ароматичних вуглеводнів (ПАВ). Сполуки цієї групи поширені убіквітарно і зустрічаються практично у всіх сферах довкілля людини. Індикаторне значення для всіх ПАВ має бензо(а)-пірен (БП). Це положення вперше було сформульовано ще в 1966 р. Л. М. Шабадом і його школою (А. П. Ільницький, Г. А. Білицький, А. Я. Хесин, А. Б. Линник та ін.).
Встановлено, що БП і інші ПАВ виникають як продукт абіогенного походження в результаті вулканічної діяльності. Експериментально доведено і можливість синтезу ПАВ різними мікроорганізмами і рослинами, цим шляхом в біосферу надходить щорічно до 1000 тонн БП. У формуванні природного фону БП беруть участь й інші джерела, наприклад, лісові пожежі.

### Основні антропогенні джерела ПАВ
1. стаціонарні, тобто промислові викиди від коксохімічних, металургійних, нафтопереробних і інших виробництв, а також опалювальних систем і підприємств теплоенергетики;
2. пересувні, тобто наземний, в основному, автомобільний транспорт, авіація, водний транспорт. Встановлено, що тільки за 1 хв роботи газотурбінний двигун сучасного літака викидає в атмосферу 2-4 мг БП. В атмосферу від цього джерела надходить щорічно понад 5000 тонн БП. БП і інші ПАВ утворюються головним чином у процесі горіння самих різних горючих матеріалів (вугілля, деревина, сланці, нафтопродукти) при температурах близько 80 °С і понад 500 °С. ПАВ потрапляють в атмосферу зі смолистими речовинами (димові гази, кіптява, сажа і т. д.), надходять у водойми зі стоками різних видів, атмосферними опадами, викидами водного транспорту і т. д.

Оскільки в нафті вміст БП коливається в дуже широких межах (за вітчизняними даними — від 250 до 8050 мкг/кг), то вельми актуальна проблема забруднення середовища сирою нафтою в результаті її видобутку і транспортування. Особливо сильно землі забруднені нафтою і нафтопродуктами в регіонах, насичених нафтопромислами і нафтопереробними підприємствами, а також у місцях аварій на трубопроводах.

## Діоксини
Діоксини і діоксиноподібні сполуки являють собою найбільш небезпечну хімічну загрозу для здоров'я і біологічної цілісності людства і довкілля. До діоксинів відносять велику групу високотоксичних речовин — поліхлорованих або полібромованих дібензодіоксинів і дібензофуранів. Під загальною умовною назвою «діоксини» розглядається велика група полігалогенірованних ароматичних сполук, що мають подібні фізико-хімічні властивості і механізми біологічної дії. Ця група об'єднує 2,3,7,8-тетрахлордібензо-п-діоксин (ТХДД, діоксин), який має найбільшу біологічну активність, і цілий ряд споріднених діоксину, так званих «діоксіноподібних» або «діоксинмістких» сполук з відносно меншою біологічною активністю. До останніх відносяться певні ізомери поліхлорованих дібензо-п-діоксинів (ПХДД), дібензофуранів (ПХДФ) і біфенілів (ПХБ).
Діоксини, будучи хімічно і фізико-хімічно практично абсолютно інертними речовинами, характеризуються надзвичайно високою токсичністю, небезпекою і політропною або пантропною біологічною активністю. Діоксини — надзвичайно стабільні в сильнокислих і лужних розчинах, стійкі до дії окислювачів. Розчиняються діоксини добре лише в органічних розчинниках. Розчинність у воді ~10-7 мг/л, однак у присутності водорозчинних полімерних речовин (наприклад, гумусових і фульвокислот) розчинність підвищується за рахунок процесів комплексоутворення.
Основними джерелами утворення діоксинів є підприємства хімічної, електротехнічної, лісової, деревообробної, целюлозно-паперової промисловості та кольорової металургії, тобто ті підприємства, де у виробничому циклі використовуються хлорорганічний синтез, спалювання хлорорганічних сполук, процеси хлорування при відбілюванні целюлози в целюлозно-паперовій промисловості, одержання металів з їх хлоридів при високотемпературних процесах. Велика кількість діоксинів надходить в атмосферу при виробництві теплової та електричної енергії на ТЕЦ, що працюють на вугіллі, дизельному паливі, мазуті, а також при спалюванні побутового та промислового сміття на сміттєпереробних підприємствах. Значний внесок у забруднення довкілля діоксинами вносять викиди автотранспорту. В останні десятиліття діоксин і діоксинмісткі екотоксиканти безперервно синтезуються людством у все зростаючих масштабах, потрапляють у природне середовище і накопичуються в ньому.
Впливу діоксинів піддається майже будь-який житель міста, тому що, поряд з целюлозно-паперовими комбінатами, джерелами діоксинів є такі об'єкти як сміттєспалювальні заводи, дизельне паливо, ТЕЦ, що працюють на вугіллі з домішками хлору, деревообробні підприємства, палаючі звалища, питна вода, в яку діоксини потрапляють при хлоруванні. Щоправда, діоксин був виявлений і в муміях жителів Гренландії, померлих за багато сотень років до початку індустріальної революції. Цей факт дає підставу вважати, що діоксини утворювалися не тільки в індустріальну еру при певних видах хімічного синтезу, але і значно раніше при будь-яких процесах горіння, хоча і не в таких масштабах як в останні 200 років. Накопиченню діоксинів у довкіллі сприяли аварії на великих промислових підприємствах США (1949 р.), ФРН (1953 р.), Голландії (1963 р.), аварії в Севезо (1976 р.), в Уфі (1992 р.), однак особливо великі зони зараження досі є у В'єтнамі.
Діоксини можуть надходити в організм людини всіма можливими шляхами: через шлунково-кишковий тракт із зараженою їжею і водою, через неушкоджену і пошкоджену шкіру, інгаляційно з частинками аерозолів, через відкриті слизові оболонки і ін.; трансплацентарно і з молоком матері передаються плоду і дитині. Ці ксенобіотики мають виражену здатність до матеріальної кумуляції: період напіввиведення ТХДД з організму людини становить від 5,8 до 32,5 років, у середньому — 7,4 року. Розрахункова середня смертельна доза діоксину при одноразовому надходженні в організм людини становить приблизно 50 мкг/кг маси тіла, мінімальна діюча доза — орієнтовно 0,1 мкг/кг
Основним прийнятим показником токсичності діоксину служить їх онкотоксичність, що виражається в частках від найбільш токсичного зі всіх синтетичних речовин — 2,3,7,8-тетрахлордібензодіоксину (ТХДД).
У природі діоксини випаровуються з поверхні досить повільно. Вони поступово переходять в органічну фазу ґрунту або води, мігрують у вигляді комплексів з органічними речовинами і включаються в харчові ланцюги.
Довгий час негативний вплив діоксинів на живу речовину залишався непоміченим, так як, ці сполуки, не будучи цільовими продуктами людської діяльності, присутні в продукції або відходах численних технологій у вигляді мікродомішок. Однак всі діоксини мають високу біологічну активність. Потрапляючи в живі організми, діоксини не виводяться і, накопичуючись в організмі, впливають на важливі біохімічні процеси. Особливо схильні до вражаючої дії діоксинів жінки і діти.
Головна небезпека діоксинів в їхньому впливі на імуноферментну систему людини. Пригнічуючи імунну систему, діоксини посилюють дію радіації, алергенів, токсинів, провокують розвиток онкологічних захворювань, хвороб крові та кровотворної системи, ендокринної системи, вроджених каліцтв. Зміни передаються у спадок. Накопичуючись в організмі людини і тварин, діоксини викликають, в основному, віддалені ефекти: онкологічні захворювання, порушення розвитку, репродуктивні та імунологічні розлади, ендокринні порушення, які в сукупності позначають як «діоксинову патологію».

#### Ресурси Інтернету
- Сильнодіючі отруйні речовини [Архівовано 1 лютого 2021 у Wayback Machine.] // Митна енциклопедія : у 2 т. / І. Г. Бережнюк (відп. ред.) та ін.. — Хм. : ПП Мельник А. А., 2013. — М — Я. — С. 347. — 536 с. — ISBN 978-617-7094-10-3.
- Багато літератури доступно через вузол  [Архівовано 16 лютого 2013 у Wayback Machine.]